# Chambersburg
Chambersburg är administrativ huvudort i Franklin County i delstaten Pennsylvania. Orten har fått namn efter bosättaren Benjamin Chambers. Enligt 2010 års folkräkning hade Chambersburg 20 268 invånare.